# Cosimo Zappelli
Cosimo Zappelli (Viareggio, Toscana, 1934 - 1990) foi um alpinista italiano.
Começou a escalar cedo mas em 1961 instalou-se em Courmayeur, no Vale de Aosta, para praticar o alpinismo nos Alpes como amador. Aí encontrou o que foi o seu companheiro de cordada, Walter Bonatti. Juntos formam uma das mais conhecidas cordadas do seu tempo, com uma série impressionante de primeiras de primeira ordem.

## Principais ascensões
(segundo a versão francesa)
- 1962: com Walter Bonatti, face norte do Grand Pilier d'Angle do Monte Branco (22 e 23 de junho)
- 1963: com Walter Bonatti, primeira invernal da Ponta Walker na face norte das Grandes Jorasses
- 1963: com Walter Bonatti, face este do Grand Pilier d'Angle (11 e 12 de outubro)
- 1964: primeira invernal da face norte do Dent du Géant
- 1964: primeira do esporão este do Mont Maudit
- 1967: primeira do esporão sudoeste em via direta da Aiguille Croux no maciço do Monte Branco
- 1973: primeira invernal da aresta do Tronchey nas Grandes Jorasses
- 1973: primeira integral da aresta du Brouillard no Monte Branco